# Paleo Agioneri
Paleo Agioneri (griechisch Παλαιό Αγιονέρι [palɛˌɔ aʝɔˈnɛri] (n. sg.), etwa ‚Alt Heiligwasser‘, früher türkisch Vırlanca, bulgarisch Верланица, gr. Varlantza Βαρλάντζα) ist ein Dorf im Gemeindebezirk Pikrolimni der Gemeinde Kilkis in Zentralmakedonien, Griechenland. Die Entfernung nach Thessaloniki beträgt etwa 20 km, zur Stadt Kilkis, dem Verwaltungssitz der Gemeinde, 35 km.
Nach Einwohnerzahlen nimmt Paleo Agioneri den zweiten Platz im Bezirk Pikrolimni nach Neo Agioneri (1.176 Einwohner) und vor Mikrokambos (731 Einwohner) ein. Es grenzt an die Dörfer Anthofyto (Ανθόφυτο), Neo Agioneri (Νέο Αγιονέρι), Mikrokambos (Μικρόκαμπος) und Vathylakkos (Βαθύλακκος). Letzteres liegt bereits im benachbarten Regionalbezirk Thessaloniki.

## Geschichte
Vor den Balkankriegen war Paleo Agioneri ein Dorf mit mehrheitlich muslimisch-türkischer Bevölkerung, die christliche Minderheit war Ägäis-Mazedonischer Muttersprache. Im Jahr 1912 lebten etwa 1000 Muslime sowie 40 Christen im Dorf. Mit dem Ende der Balkankriege flohen die muslimischen Dorfbewohner in die Türkei, die meisten Christen nach Bulgarien. Durch den Bevölkerungsaustausch infolge des Griechisch-Türkischen Krieges, der die Vertreibungen aus Kriegszeiten sanktionierte, mussten die Pontos-Griechen 1923 Anatolien verlassen, die meisten siedelte die griechische Regierung in Zentralmakedonien an. Im Jahr 1928 lebten rund 700 Flüchtlinge im Dorf.
Heute bilden Pontos-Griechen (gr. Pondii Πόντιοι) den größten Anteil der Dorfbewohner. Trotz seiner fast 100-jährigen Geschichte in Griechenland repräsentiert das Dorf eine typische Gemeinde der Pontier, so wie sie immer noch häufig zu finden ist, denn die typisch pontische Kultur, Tänze, Musik, Feste und Sprache (vor allem heute noch durch die älteren Bewohner des Dorfes praktiziert) wurden nie aufgegeben und sind dauerhafter Bestandteil des Dorflebens.
Nach dem Fall des Eisernen Vorhangs erfolgt bis Mitte der 1990er Jahre ein starker Zuzug von Rückwanderern, so genannten Omogenis (ομογενείς ‚Gleichstämmige‘), vor allem aus Georgien und Russland. Auf Grund ihrer Herkunft werden diese Rückwanderer umgangssprachlich auch Rossopondii (Ρωσσοπόντιοι) genannt.